# 萊恩·布魯克霍夫
萊恩·布魯克霍夫（英語：Ryan Broekhoff，1990年8月23日—）是一名澳大利亞男子籃球運動員。美國職業籃球（NBA）球員。他代表澳大利亞國家籃球隊參賽。